# Milton (Delaware)
Milton é uma vila localizada no estado americano de Delaware, no condado de Sussex.

## Geografia
De acordo com o United States Census Bureau, a vila tem uma área de 4,9 km², onde 4,7 km² estão cobertos por terra e 0,2 km² por água.

### Localidades na vizinhança
O diagrama seguinte representa as localidades num raio de 24 km ao redor de Milton.

## Demografia
Segundo o censo nacional de 2010, a sua população é de 2 576 habitantes e sua densidade populacional é de 552,5 hab/km². Possui 1 340 residências, que resulta em uma densidade de 287,4 residências/km².